# Just Dance 2
Just Dance 2 é um jogo eletrônico de música desenvolvido pela AiLive e publicado pela Ubisoft Paris para o Wii. O jogo foi lançado em 12 de outubro de 2010 na América do Norte, e em 14 de outubro na Austrália e na Europa.[carece de fontes?] O jogo é a sequência de Just Dance lançado em 2009, e o jogo segue o mesmo esquema de seu antecessor, onde o jogador utiliza o Wii Remote para realizar os movimentos, imitando a coreografia de um dançarino virtual na tela.
Diferente do seu antecessor, o jogo trouxe os "golds moves" que estão até a sua última edição, esses movimentos te dão um "Yeah" ao acertado com êxito e que te dão mais pontos.

## Lista de músicas
Segue a lista de músicas:
| Música                             | Artista                           | Técnica | Esforço | Ano    | Modo  |
| ---------------------------------- | --------------------------------- | ------- | ------- | ------ | ----- |
| A-Punk                             | Vampire Weekend                   | 1       | 2       | 2007   | Dueto |
| Alright                            | Supergrass                        | 2       | 2       | 1994   | Dueto |
| Baby Girl                          | Reggaeton                         | 3       | 2       | 2003   | Solo  |
| Big Girl                           | MIKA                              | 1       | 2       | 2007   | Solo  |
| Body Movin'                        | The Beastie Boys                  | 1       | 3       | 1998   | Solo  |
| Call Me                            | Blondie                           | 2       | 3       | 1980   | Solo  |
| Cosmic Girl                        | Jamiroquai                        | 1       | 2       | 1996   | Solo  |
| Crazy in Love (canção de Beyoncé)* | Beyonce Knowles                   | 3       | 2       | 2003   | Solo  |
| D.A.N.C.E.                         | Justice                           | 2       | 3       | 2007   | Solo  |
| Dagomba                            | Sorcerer                          | 2       | 3       | 2000's | Solo  |
| Funkytown* (BBE)                   | Lipps Inc                         |         |         | 1980   | Solo  |
| Girlfriend                         | Avril Lavigne                     | 2       | 3       | 2006   | Dueto |
| Hey Ya!                            | OutKast                           | 3       | 3       | 2002   | Solo  |
| Holiday*                           | Madonna                           | 2       | 1       | 1983   | Solo  |
| Hot Stuff                          | Donna Summer                      | 2       | 1       | 1979   | Solo  |
| Idealistic                         | Digitalism                        | 1       | 2       | 2007   | Solo  |
| I Got You                          | James Brown                       | 2       | 2       | 1965   | Solo  |
| Iko Iko                            | Mardi Gras                        | 1       | 2       | 1953   | Solo  |
| It's Raining Men                   | The Weather Girls                 | 2       | 3       | 1982   | Solo  |
| I Want You Back                    | The Jackson 5                     | 2       | 1       | 1969   | Solo  |
| Jai Ho! (You Are My Destiny) (BBE) | A R Rahman and The Pussycat Dolls |         |         | 2009   | Solo  |
| Jump*                              | Kris Kross                        | 3       | 3       | 1991   | Dueto |
| Jump in the Line                   | Harry Belafonte                   | 3       | 2       | 1961   | Dueto |
| Jungle Boogie*                     | Kool & the Gang                   | 2       | 2       | 1973   | Solo  |
| Katti Kalandal                     | Mr. Mano & Ms. Chitra             | 2       | 2       | 2000's | Dueto |
| Monster Mash                       | The Frighteners                   | 1       | 1       | 1962   | Solo  |
| Move Your Feet                     | Junior Senior                     | 3       | 3       | 2002   | Solo  |
| Mugsy Baloney                      | Charleston                        | 3       | 2       | 1920's | Dueto |
| Proud Mary                         | Ike & Tina Turner                 | 2       | 3       | 1993   | Solo  |
| Rasputin                           | Boney M.                          | 3       | 3       | 1978   | Solo  |
| Rockafeller Skank                  | Fatboy Slim                       | 3       | 3       | 1998   | Solo  |
| S.O.S.                             | Rihanna                           | 3       | 2       | 2006   | Solo  |
| Satisfaction                       | Benny Benassi featuring "The Biz" | 1       | 1       | 2003   | Solo  |
| Should I Stay or Should I Go (BBE) | The Clash                         |         |         | 1982   | Solo  |
| Soul Bossa Nova                    | Quincy Jones and His Orchestra    | 1       | 1       | 1961   | Dueto |
| Sway                               | Marine Band                       | 2       | 1       | 1953   | Dueto |
| Sympathy for the Devil             | The Rolling Stones                | 1       | 1       | 1968   | Solo  |
| Take Me Out                        | Franz Ferdinand                   | 2       | 2       | 2004   | Solo  |
| That's Not My Name                 | The Ting Tings                    | 2       | 1       | 2007   | Solo  |
| The Power                          | Snap!                             | 2       | 3       | 1990   | Solo  |
| The Shoop Shoop Song               | Cher                              | 2       | 2       | 1964   | Dueto |
| Tik Tok                            | Ke$ha                             | 2       | 1       | 2009   | Solo  |
| Toxic*                             | Britney Spears                    | 3       | 1       | 2003   | Solo  |
| Viva Las Vegas                     | Elvis Presley                     | 2       | 2       | 1963   | Solo  |
| Wake Me Up Before You Go-Go        | Wham!                             | 1       | 2       | 1984   | Solo  |
| Walk Like An Egyptian              | The Bangles                       | 2       | 2       | 1985   | Solo  |
| When I Grow Up                     | The Pussycat Dolls                | 2       | 1       | 2008   | Solo  |

### Músicas disponíveis através de download
| Música                  | Artista                         | Técnica | Esforço | Ano  | Dueto | Wii Points |
| ----------------------- | ------------------------------- | ------- | ------- | ---- | ----- | ---------- |
| Barbie Girl*            | Aqua                            | 1       | 3       | 1997 | Sim   | 300        |
| Firework                | Katy Perry                      | 1       | 2       | 2010 | Não   | 0          |
| Pon De Replay           | Rihanna                         | 2       | 2       | 2005 | Não   | 300        |
| Pump Up the Volume      | M. A. R. R. S.                  | 2       | 2       | 1987 | Não   | 300        |
| Maniac*                 | Michael Sembello                | 2       | 3       | 1983 | Não   | 300        |
| Born to Be Wild*        | Steppenwolf                     | 1       | 2       | 1967 | Não   | 300        |
| Professor Pumplestickle | Nick Phoenix & Thomas Bergersen | 3       | 1       | 2006 | Sim   | 300        |
| Crying Blood            | VV Brown                        | 2       | 2       | 2008 | Não   | 300        |
| Down by the Riverside*  | Carl Sandburg                   | 2       | 1       | 1927 | Não   | 300        |
| Futebol Crazy*          | The World Cup Girls             | 1       | 2       | ???? | Não   | 300        |
| Kung Fu Fighting        | Carl Douglas                    | 2       | 2       | 1974 | Sim   | 300        |
| Mambo Number 5*         | Lou Bega                        | 3       | 2       | 1999 | Sim   | 300        |
| Nine in the Afternoon   | Panic! at the Disco             | 1       | 1       | 2008 | Sim   | 300        |
| It's Not Unusual        | Tom Jones                       | 2       | 2       | 1965 | Não   | 300        |
| Chicken Payback         | A Band of Bees                  | 1       | 1       | 2005 | No    | 300        |
| Crazy Christmas*        | Santa Clones                    | 2       | 3       | ???? | Não   | 300        |
| Skin-To-Skin*           | Sweat Invaders                  | 1       | 3       | ???? | Não   | 300        |

- A "*" indica versões cover, não a original.
- A "(BBE)" indica Best Buy Exclusive.

## Premiações
| Ano  | Premiação                      | Resultado | Nomeação       | Categoria           |
| ---- | ------------------------------ | --------- | -------------- | ------------------- |
| 2012 | Nickelodeon Kids' Choice Award | Vencido   | "Just Dance 2" | Favorite Video Game |